# Unín (Eslováquia)
Unín (em húngaro: Nagyúny) é um município da Eslováquia, situado no distrito de Skalica, na região de Trnava. Tem 22,73 km² de área e sua população em 2018 foi estimada em 1.241 habitantes.

## Demografia
| Ano:        | 1994 | 2004   | 2014   | 2024   |
| ----------- | ---- | ------ | ------ | ------ |
| Broj ljudi: | 1149 | 1180   | 1240   | 1168   |
| Razlika:    |      | +2,69% | +5,08% | -5,80% |

| Ano:               | 2023 | 2024   |
| ------------------ | ---- | ------ |
| Número de pessoas: | 1180 | 1168   |
| Diferença:         |      | -1,01% |